# 循環論證

循环论证的一个例子

循環論證（circular argument）、循環推理（循環推論；circular reasoning）、或循環證成（循環證立；circular justification），是論點的真確性最終由自身支持的推理方式。
循環論證或循環推理有時也泛指包括循環證成、循環因果、循環定義、循環解釋等各種有循環形式的陳述。

## 形式說明
循環證成通常是這樣的：主張命題{\displaystyle p_{1}}，但{\displaystyle p_{1}}並非已知或不證自明（例如論者試圖為它提供理據，或者它受人質疑），於是使用{\displaystyle p_{2}}支持{\displaystyle p_{1}}，但{\displaystyle p_{2}}亦受人質疑，於是使用{\displaystyle p_{3}}支持{\displaystyle p_{2}}，但{\displaystyle p_{3}}亦受人質疑，這次論者使用{\displaystyle p_{1}}支持{\displaystyle p_{3}}。
這種情況可以寫成一般性的形式：{\displaystyle p_{1}\leftarrow p_{2}\leftarrow p_{3}\leftarrow ...\leftarrow p_{n}\leftarrow p_{1}}
此論證的基本前提為{\displaystyle p_{1}}，結論為{\displaystyle p_{1}}，結論出現在前提中，這種推理形式相當於使用{\displaystyle p_{1}}支持{\displaystyle p_{1}}自己，因此是循環證成。
有時論證會更加複雜，例如用{\displaystyle p_{2}}、{\displaystyle p_{3}}、{\displaystyle p_{4}}共同支持{\displaystyle p_{1}}，而在{\displaystyle p_{4}}受質疑時再用{\displaystyle p_{1}}、{\displaystyle p_{5}}共同支持{\displaystyle p_{4}}。這種形式可寫成：{\displaystyle p_{1}{\xleftarrow[{p_{2},p_{3}}]{}}p_{4}{\xleftarrow[{p_{5}}]{}}p_{1}}。
此論證的基本前提為{\displaystyle p_{1}}和{\displaystyle p_{5}}和{\displaystyle p_{2}}和{\displaystyle p_{3}}，結論為{\displaystyle p_{1}}，結論出現在前提中，因此也是一種循環證成。
單就循環證成的形式來看，循環證成在邏輯上可能有效（如果推理過程沒有缺陷）、也可能健全（如果自身證立的前提{\displaystyle p_{1}}恰好是真的），因此循環證成並非推理形式上的錯誤，故不歸為形式謬誤。然而，循環證成的情境中，{\displaystyle p_{1}}通常是受質疑的，用受質疑的命題自身證明自身毫無意義、也缺乏說服力，這種情況可歸為非形式謬誤。
有些人把情境上不恰當的循環證成稱作循環證成的謬誤或循環論證的謬誤（fallacy of circular justification/argument/reasoning）；有些人則只把「循環證成」限定於情境上不恰當的情況。
循環證成與亞里士多德對乞題的形式化界定相似，但一般不包括三段論的乞題。

## 示例

### 論點直接支持自身
最簡化的循環證成是用論點自己支持自己，例如：

小明有罪，因為他有罪。

「小明有罪」和「他（小明）有罪」很顯然是表達相同的命題，因此原論述只涉及一個命題：
- {\displaystyle p_{1}}：小明有罪

可分析為這樣的結構：{\displaystyle p_{1}\leftarrow p_{1}}，故為循環證成。

### 論點間接支持自身
複雜一點的循環證成是繞一圈支持自己，例如：

- 甲：小明是音樂神童，因為他很懂音樂。
- 乙：怎麼知道小明很懂音樂？
- 甲：因為小明是音樂神童。

甲的論述涉及兩個命題：
- {\displaystyle p_{1}}：小明是音樂神童。
- {\displaystyle p_{2}}：小明很懂音樂。

可分析為這樣的結構：{\displaystyle p_{1}\leftarrow p_{2}\leftarrow p_{1}}，故為循環證成。

### 複雜的支持結構1
更複雜的支持結構實例如：

- 甲：聖經寫的都是對的。
- 乙：怎麼知道聖經寫的都是對的？
- 甲：因為聖經是上帝寫的，而且上帝不會說謊也不會犯錯。
- 乙：怎麼知道聖經是上帝寫的，而且上帝不會說謊也不會犯錯的？
- 甲：因為聖經這麼寫。

甲的論述涉及以下命題：
- {\displaystyle p_{1}}：聖經寫的都是對的（待證明）
- {\displaystyle p_{2}}：聖經是上帝寫的，而且上帝不會說謊也不會犯錯（待證明）
- {\displaystyle p_{3}}：聖經寫著：聖經是上帝寫的，而且上帝不會說謊也不會犯錯（可翻查《聖經》證明）

從言論上看，甲的論述是：{\displaystyle p_{1}\leftarrow p_{2}\leftarrow p_{3}}，乍看之下不似循環證成。
然而，單就「聖經寫著：聖經是上帝寫的，而且上帝不會說謊也不會犯錯」並不足以支持「聖經是上帝寫的，而且上帝不會說謊也不會犯錯」，還必須加上「聖經寫的都是對的」這個條件才充分。因此，甲的第三句話應視為「因為聖經這麼寫，而且聖經寫的都是對的。」亦即視作由{\displaystyle p_{3}}和{\displaystyle p_{1}}共同支持{\displaystyle p_{2}}，此時可分析為這樣的結構：{\displaystyle p_{1}\leftarrow p_{2}{\xleftarrow[{p_{3}}]{}}p_{1}}，可看出甲是循環證成。

### 複雜的支持結構2
- 甲：大雄是賣國賊，因為他替胖虎這個間諜辯護！
- 乙：怎麼知道胖虎是間諜？
- 甲：因為大雄這個賣國賊替他辯護。

甲的論述相當簡略，考慮未明言的隱藏預設，大致涉及了以下命題：
- {\displaystyle p_{1}}：大雄是賣國賊（待證明）
- {\displaystyle p_{2}}：胖虎是間諜（待證明）
- {\displaystyle p_{3}}：大雄替胖虎辯護（經驗事實）
- {\displaystyle p_{4}}：幫間諜辯護的人就是賣國賊（隱藏預設）
- {\displaystyle p_{5}}：賣國賊幫忙辯護的人就是間諜（隱藏預設）

可分析為這樣的結構：{\displaystyle p_{1}{\xleftarrow[{p_{3},p_{4}}]{}}p_{2}{\xleftarrow[{p_{3},p_{5}}]{}}p_{1}}
故為循環證成。（此外，{\displaystyle p_{3}}、{\displaystyle p_{4}}、{\displaystyle p_{5}}等預設亦可能有爭議，即可能乞題。）

## 相似概念
有一些情況與循環證成相似，一些文獻也把它們稱作循環論證，但它們不完全等同於循環證成，也不一定是推理謬誤。

### 循環因果
循環因果（circular cause and consequence）是某事的原因回歸到某事本身解釋的情形。例如：

- 甲：為什麼某省人口不斷外移？
- 乙：因為某省經濟蕭條。
- 甲：為什麼某省經濟蕭條？
- 乙：因為某省人口不斷外移。

乙的說法看似循環證成，然而本例甲要的不是證據或證明，而是因果上的解釋；再者本例情境中「某省人口不斷外移」、「某省經濟蕭條」皆受認可為已知事實，其真確性並未受質疑，可視為已知之事，因此乙不是在循環證成，只是給出了循環因果的解釋。一般經驗上，某省人口不斷外移和某省經濟蕭條的確可能是正回饋的相互影響關係，雖然乙沒有完全解釋最初原因，但指出人口外移與經濟蕭條的因果關係有擴展認知的作用，因此這種因果解釋並非全無道理。
又如為人熟知的：

- 甲：雞是怎麼來的？
- 乙：從雞蛋裡孵出來的。
- 甲：那雞蛋是怎麼來的？
- 乙：雞產出來的。

雞生蛋，蛋生雞，兩者最初究竟何來？此說法並未提供明確答覆。但這個因果解釋讓我們瞭解雞和蛋的循環相生關係，並非全無意義。（參見：先有雞還是先有蛋）

### 循環定義
循環定義是指用於定義某詞語的詞語最終需用某詞語本身來定義的情形。例如：

- 小明：什麼是松樹？
- 小華：松樹就是能結出松果的樹。
- 小明：什麼是松果？
- 小華：松果就是由松樹結下的毬果。

- 马冬梅：我叫马冬梅。马是马冬梅的马，冬是马冬梅的冬，梅是马冬梅的梅。

除非事先理瞭解其中某些詞的意思，這種定義往往不能幫助我們瞭解這些詞，因此常視為謬誤。
然而當循環非常龐大時，循環定義往往是可接受的，例如詞典總是使用某些詞定義或說明另一些詞，只要我們認識足夠多的詞，詞典便能幫助我們認識更多的詞。

### 循環解釋
循環解釋（circular explanation），亦稱作套套邏輯（tautology）、同義反覆、重言句、套套句，是把一件事換句話說以解釋自身。例如：

- 甲：為什麼鴉片能引人入睡？
- 乙：因為它有催眠的力量。
- 甲：為什麼鴉片有催眠人的力量？
- 乙：因為鴉片能引人入睡。

若不把乙說的「鴉片有催眠的力量」視作同義於「鴉片能引人入睡」，則難以產生合乎邏輯的理解；若把兩者視作同義，乙便只是把同一件事換句話說，沒有真正提供因果上的解釋，可視作廢話。

## 相關謬誤
- 乞題：乞題與循環論證有很大交集，但兩者為等同或何者屬於何者，則視二者的界定方式而定。一般而言乞題的主要判準是預設了不適當的前提，判準可能為形式上是否預設結論或語境上是否具說服力；循環論證的主要判準是循環支持的形式，可能考慮或不考慮語境上是否恰當，可能包括或不包括循環因果、循環定義、循環解釋等非以證成命題為目的推理方式。
- 廢話謬誤：循環解釋時，直接推論的情況在語義上恆真，如「小華是單身漢，因為他未婚；小華未婚，因為他是單身漢」，此時亦可視作廢話。
- 訴諸信心：用「信了就知道是真的」來支持假設的推理方式。
- 抵消假設：用假設來支持假設的推理方式。
- 本能理論以特例假設：空轉行動達到循環論證

## 外部連結
- （英文）Circular Reasoning: Definition and Examples（页面存档备份，存于）